# پی‌ان‌اس طارق (۱۹۷۳)
پی‌ان‌اس طارق (۱۹۷۳) (به انگلیسی: PNS Tariq (1973)) یک کشتی است که طول آن ۳۸۴ فوت (۱۱۷ متر) می‌باشد. این کشتی در سال ۱۹۷۳ ساخته شد.